# Wilsberg: Fette Beute
Fette Beute ist die 77. Folge der Fernsehfilmreihe Wilsberg. Die Folge war zuerst am 31. Dezember 2022 in der ZDFmediathek verfügbar und wurde erstmals am 7. Januar 2023 im Samstagabendprogramm des ZDF ausgestrahlt.

## Handlung
Wilsberg und Ekki sind ins Gespräch vertieft, als sie die Straße betreten, sodass ein Autofahrer ihretwegen ausweichen muss und daraufhin ein paar geparkte Wagen rammt. Als die beiden die Fahrertür öffnen, finden sie den Fahrer tot vor. Er ist äußerlich unversehrt, im Handschuhfach liegen ein paar Tabletten. Leon Zöller war Mitarbeiter des stark aufstrebenden Start-Up-Unternehmens „HausMeister“, das jetzt viel daransetzt, den guten Ruf aufrechtzuerhalten – Erfolgsdruck und Drogen wären schlecht fürs Image und die geplante Expansion. So wird von den Gründern Dorothee Bischoff und Finn Kemper eine hohe Belohnung von 1 Million Euro für Hinweise zur Aufklärung der Todesumstände ausgelobt, was Wilsberg und Ekki ganz gelegen kommt, da sie wegen möglicher Schadensansprüche belangt werden könnten.
Bei den Ermittlungen wird klar, dass der Tote mit Drogen nichts mehr zu tun hatte und das Unternehmen in Münster auch kritisch gesehen wird, da es mit seiner App alteingesessene Unternehmen bedroht. Es gibt einige Personen, die ein Motiv gehabt hätten. So Robin Fürstenberg, weil die Traditionsschreinerei seines Vaters durch „HausMeister“ langsam verdrängt wird. Aber auch Investor Benno Götze würde profitieren, der das Unternehmen bei schlechtem Image günstiger erwerben könnte. Anna Springer lässt die Praktikantin Isabel Wolfangel verdeckt bei „HausMeister“ ermitteln, während Overbeck mit Streifenpolizist Lüdke Vorlieb nehmen muss. Overbeck wird von beiden wiederholt bloßgestellt, da sie wesentlich bessere Ideen zur Ermittlung beitragen als er selbst. Isabel bekommt mit, dass es zwischen Dorothee und Finn öfter zu Meinungsunterschieden kommt und es einige Ungereimtheiten gibt.
Eines Abends wird Dorothee in ihrem Auto mit einem Messer bedroht, wenig später ist sie sogar verschwunden. Wilsberg findet heraus, dass Finn hinter allem stecken muss; auch Dorothee ist dahintergekommen. Sie wurde nicht entführt, sondern war untergetaucht, um auf eigene Faust zu ermitteln. So fand sie Beweise, dass Finn sie mit dem Messer bedroht hat und verhindern wollte, dass sie weiter nach dem Täter suche. Finn wollte das Unternehmen gewinnbringend verkaufen und hatte dies mit Götze bereits verhandelt. Dann hat er Leon umgebracht, aus Angst, dass dieser den Verkauf gefährde. Deswegen mischte er ihm eine Überdosis Aufputschmittel in den Kaffee und versuchte später, Robin den Mord in die Schuhe zu schieben. Dorothee hätte er wegen der Auslobung der Belohnung – über die sie gar nicht verfügte – geschäftsschädigendes Verhalten vorwerfen und dadurch ohne Zustimmung seiner Geschäftspartnerin das Unternehmen verkaufen können.
In der letzten Szene erfährt man, dass Götze „HausMeister“ letztlich nicht kaufen konnte, da Mord auch geschäftsschädigendes Verhalten ist. So hat sich Finn durch seine Vertragsklausel selbst ins Aus katapultiert.

## Produktion
Die Dreharbeiten fanden in der Zeit vom 5. Oktober 2021 bis zum 10. Dezember 2021 in Münster und Köln statt.
Der Running Gag Bielefeld erscheint in der 11. Minute, als Isabel Wolfangel im Gespräch mit Anna Springer erzählt, dass ihr Vater gerade mit einem Burgerladen in Bielefeld pleitegegangen ist.
In zahlreichen Szenen stöbert ein Stammkunde durch das provisorische Antiquariat. Dieser Kunde wird vom Antiquar Michael Solder, dem eigentlichen Wilsberg-Antiquariat verkörpert. In der Schlussszene erwirbt dieser den Roman Das Geld von Émile Zola, eine mit Blumen-Ornamenten reich verzierte Ganzleinen-Ausgabe aus der Deutschen Verlagsanstalt.
Am Ende und im Abspann der Episode ist der Titel Money, Money, Money von Abba aus dem Jahr 1976 zu hören.

## Soundtrack
Für den Soundtrack wurden unter anderem folgende Songs verwendet:
- Stretch (Why Did You Do It?, Song im Vorspann) aus dem Jahr 1975
- Television’s Greatest Hits Band (Secret Agent Man) aus dem Jahr 2021
- Baha Men (Who Let the Dogs Out) aus dem Jahr 2000
- ABBA (Money, Money, Money) aus dem Jahr 1976

## Rezeption

### Kritik
Tilmann P. Gangloff gibt dem Film bei tittelbach.tv insgesamt 3,5 von 6 möglichen Sternen. Zwar bereite es wie immer großen Spaß, dem Ensemble bei ihrem Treiben zuzuschauen, allerdings rage der Film in der Reihe nicht heraus. Die Inszenierung stehe zwar ganz im Dienst der Geschichte, sei aber arm an Spannung und Höhepunkten. Neben dem Kernensemble lobt der Kritiker Andreas Merker als Streifenpolizist Lüdke, der „die mit Abstand witzigsten Dialoge hat“ und Sarah Alles-Shahkarami als Auszubildende bei der Polizei. Prägend sei Overbeck, einerseits weil er die Botschaft der Geschichte ausspreche: „Immer schneller, immer billiger, das macht uns doch alle kaputt.“ Andererseits sei er Bindeglied zwischen den Handlungssträngen und liefere Merker die passenden Vorlagen.
Oliver Armknecht bewertet diese Wilsberg-Folge in seiner Besprechung bei film-rezensionen.de mit insgesamt 5 von 10 Punkten. Es werde ein klassischer Krimi präsentiert, der aufgrund diverser Parallelermittlungen insbesondere für Fans geeignet sei. Leider gehe der Film nicht über das Erwartbare hinaus, was nicht übermäßig spannend sei. Anwältin Dr. Tessa Tilker sei nach wie vor ein Fremdkörper ohne viel Persönlichkeit. Das Miteinander des Ensembles hingegen sei eine Stärke, das sich auch durch den finanziellen Anreiz immer wieder in die Quere komme, was in ein paar netten Szenen resultiere. Insgesamt sei dieser Film „jedoch ein nur wenig bemerkenswerter Teil, den man im Anschluss recht schnell wieder vergessen hat“.

### Einschaltquoten
Wilsberg: Fette Beute wurde am 7. Januar 2023 um 20:15 Uhr im ZDF erstausgestrahlt. Die Folge sahen insgesamt 7,09 Millionen Zuschauer bei 26,3 Prozent Marktanteil. In der werberelevanten Zielgruppe lag der Marktanteil bei 9,6 Prozent.